# Elizabeth Hazelton Haight
Elizabeth Hazelton Haight (* 11. Februar 1872 in Auburn, New York; † 15. November 1964 in Beacon, New York) war eine US-amerikanische klassische Philologin und Hochschullehrerin, die von 1902 bis 1942 am Vassar College tätig war. Sie veröffentlichte zahlreiche Monografien zur antiken Literatur und zur Geschichte des Vassar College.

## Leben
Elizabeth Hazelton Haight, die Tochter von John W. Haight und Helen Meeker Haight, studierte Klassische Philologie am Vassar College und erwarb dort 1894 den Bachelorgrad und 1899 den Mastergrad. Bereits während ihres Graduiertenstudiums unterrichtete sie an verschiedenen Schulen für Frauen: Von 1894 bis 1895 am Rye Seminary, von 1895 bis 1900 an der Emma Willard School. Nach einem Jahr am Packer Collegiate Institute (1901) ging sie 1902 als Associate Professor of Latin an das Vassar College, wo sie ihre gesamte weitere Laufbahn verbrachte und später zum Full Professor ernannt wurde. 1909 wurde sie an der Cornell University mit einer Studie über das Meer in der griechischen Dichtung zum Ph. D. promoviert.
Am Vassar College war Haight von 1923 bis 1942 Vorsitzender der Abteilung für Klassische Philologie. Zu ihren bleibenden Verdiensten zählt der Aufbau des Vassar Classical Museum, das auf ihre Initiative 1937 angemessene eigene Räume erhielt. In den 1930er Jahren engagierte sich Haight auch zusammen mit anderen Kolleginnen dafür, dass das Vassar College verstärkt Gastdozenten und Gastforscher aufnahm. Darüber hinaus war sie Mitglied und 1934 Präsidentin der American Philological Association. Sie war nach Abby Leach die zweite Frau in dieser Position. Ihr lebenslanges Wirken am Vassar College unterbrach Haight für einige kurze Auslandsreisen in die Mittelmeerländer, namentlich nach Italien, Griechenland, Algerien und Tunesien. Auf diesen Reisen machte sie als Hobbyfotografin bereits in den 1920er Jahren mehrere Aufnahmen, die sie teils selbstständig veröffentlichte (Italy Old and New. New York 1922), teils in Sammelbänden (This Is Greece. New York 1941).
Haight veröffentlichte während ihres langen Lebens zahlreiche Monografien und Aufsätze. Ihre ersten Bücher betrafen die Geschichte des Vassar College, insbesondere die Biografien und das Schaffen des Gründers Matthew Vassar (1792–1868) und des langjährigen Rektors James Monroe Taylor (1848–1916). Im Bereich der Klassischen Philologie beschäftigte sich Haight mit verschiedenen Epochen und Gattungen der antiken Literatur. Sie veröffentlichte Bücher zu Horaz (1925), Apuleius (1927) und den römischen Elegikern (1932) und schließlich mehrere Monografien zum antiken Roman und zur Fiktion in der lateinischen Literatur überhaupt. Noch im Alter von 83 veröffentlichte sie 1955 eine englische Übersetzung des Alexanderromans von Pseudo-Kallisthenes.

## Schriften (Auswahl)
- mit James M. Taylor: Vassar. New York 1915
- The Autobiography and Letters of Matthew Vassar. New York 1916
- Life and Letters of James M. Taylor. New York 1919
- Italy Old and New. New York 1922
- Horace and His Art of Enjoyment. New York 1925
- Apuleius and His Influence. New York 1927. Nachdruck 1963
- Romance in the Latin Elegiac Poets. New York 1932
- Essays on Ancient Fiction. New York 1936. Nachdruck Freeport (New York) 1966
- The Roman Use of Anecdotes in Cicero, Livy and the Satirists. New York 1940
- Essays on the Greek Romances. New York 1943. Nachdruck Port Washington (New York) 1965
- More Essays on the Greek Romances. New York 1945
- The Symbolism of the House Door in Classical Poetry. New York 1950
- Aspects of Symbolism in the Latin Anthology and in Classical and Renaissance Art. New York 1952
- Pseudo-Callisthenes, Life of Alexander. New York 1955